# Västergötlands runinskrifter 265
Vg 265 är en runinskrift på medeltida runben, revben (ca 1200 (stratigrafisk datering)) av nötkreatur eller häst i Lödöse, Sankt Peders socken och Lilla Edets kommun. Fyndnr GC 602.

## Inskriften
Translitterering av runraden:
§A late genito͡r 
§B uæ
Normalisering till äldre fornsvenska:
§A Late genitor! 
§B Væ!(?)
Översättning till nusvenska:
§A Håll dig gömd, far! §B Ve (oss)!» eller »0lycka(n är över oss)!
Föremålet i är ett litet runbrev, den har hamnat i vattnet i den numera uttorkade norra armen av ån Ljuda, där det återfanns i en strandavlagring som dateras till slutet av 1100-talet eller början av 1200-talet.